# Miyó Vestrini
Marie-Jose Fauvelle Ripert, được biết đến với cái tên Miyó Vestrini (sinh năm 1938 tại Nîmes, Pháp - mất năm 1991 tại Caracas, Venezuela) là nhà thơ, nhà báo và nhà viết kịch người Venezuela.

## Tiểu sử
Vestrini cùng mẹ di cư đến Venezuela và sống tại vùng Andes. Ngay từ khi còn nhỏ, bà chuyên về mảng báo chí văn hóa và tham gia vào các nhóm viết báo như, El Techo de la Ballena, Sardio, La República del Este ở Caracas và Apocalipsis ở Maracaibo. Bà là nhà báo cho Đại sứ quán Venezuela ở Ý và là giám đốc báo chí của Bộ Ngoại giao Venezuela. Bà đã tham gia một chương trình radio mang tên Al pie de la letra. Tại Venezuela, bà chỉ đạo mảng nghệ thuật cho tờ báo El Nacional, Criticarte, El Diario de Caracas, La República và El Universal. Bà cũng là nhà biên đạo chương trình truyền hình. Những sáng tạo của bà cho thấy cuộc đấu tranh không ngừng giữa cội nguồn người Pháp của mình đối với môi trường sống khu vực Mỹ Latinh.
Thơ của Vestrini mang một phong cách mãnh liệt và bùng nổ. Tác phẩm văn xuôi ấn tượng bởi sự kìm nén, chứa chan những xung đột với nhiều cường độ khác nhau. Thơ và văn xuôi của bà đều có nét chung là khắc họa các nhân vật mang tính cách hoang dã dưới ngòi bút táo bạo. Tác phẩm của bà chứa những ngôn từ thể hiện các mức độ mỉa mai và sự hoài nghi. Enriquez Hernández nhận xét "Miyó tự vẫn, phải chăng đó là hệ quả của phong cách thơ của bà: rời rạc, đầy ngôn từ phản kháng và yêu sách":

## Các tác phẩm

### Thơ
- Las historyias de Giovanna (1971)
- El invierno próimumo (1975)
- Pocas virtudes  (Những đức tính của người da đỏ), 1986)
- Todos los poemas (Tác phẩm được xuất bản sau khi tác giả qua đời.  Ấn bản đầu tiên, 1994.  Tái bản lần thứ hai, 2013)
- Es una buena máquina (Tác phẩm được xuất bản sau khi tác giả qua đời, 2014)
- Trong bản dịch sang tiếng Anh: Grenade in mouth: Một số bài thơ của Miyó Vestrini (Tác phẩm được xuất bản sau khi tác giả qua đời, 2019.  Dịch bởi Anne Boyer và Cassandra Gillig.  Được chỉnh sửa bởi Faride Mereb và Elisa Maggi.) [7]

### Văn xuôi
- Órdenes al corazón (Tác phẩm được xuất bản sau khi tác giả qua đời, 2001)
- Tiểu sử
- Más que la hija de un Presidente: Sonia Pérez (1979)
- Isaac Chocón frente al espejo (1980)
- Salvador Garmendia, pasillo de por medio (Tác phẩm được xuất bản sau khi tác giả qua đời, 1994)

### Phỏng vấn văn học
- Al filo (2015).[1]

### Các tác phẩm khác
- Miyó Vestrini, el encierro del espejo (2002)
- Miyó Vestrini (2008)
- Estados del cuerpo y de la lengua: Los malestares de Miyó Vestrini (2008)